# Agata Smoktunowicz
Agata Smoktunowicz (12 de outubro de 1973) é uma matemática polonesa, que trabalha com álgebra.
Smoktunowicz estudou matemática a partir de 1992 na Universidade de Varsóvia (diploma em 1997) com um doutorado em 2000 no Instituto de Matemática da Academia de Ciências da Polônia, orientada por Edmund Puczyłowski, onde obteve a habilitação em 2007. É desde 2000 professora assistente de matemática no Instituto de Matemática da Academia de Ciências da Polônia em Varsóvia e simultaneamente professora da Universidade de Edimburgo.
Recebeu o Prêmio Whitehead de 2006. Foi palestrante convidada do Congresso Internacional de Matemáticos em Madrid (2006: Some results in non commutative ring theory). É membro da London Mathematical Society e da Edinburgh Mathematical Society, sociedade esta da qual recebeu o Prêmio Whittaker de 2009. Recebeu o Prêmio EMS de 2008 (palestra: Graded algebras associated to algebraic algebras need not be algebraic). É fellow da American Mathematical Society.